# Skibbereen
Skibbereen (An Sciobairín en irlandais) est une ville du comté de Cork en république d'Irlande.
Le nom « Skibbereen » (aussi surnommée « Skibb ») signifie « le petit port » ; la ville est traversée par la rivière Ilen (en) qui se jette dans l'Atlantique à Baltimore.
La ville de Skibbereen comptait 2 903 habitants en 2022.

## Histoire
Jusqu'en 1600, la majeure partie du territoire de Skibbereen appartenait au clan McCarthy (qui reste le nom le plus répandu de la ville).
Une abbaye cistercienne féminine a été fondée vers 1228, Strowry, abandonnée à la suite de la dissolution des monastères au milieu du XVIe siècle.
Comme beaucoup d'autres, la ville a énormément souffert de la Grande Famine (1845-1849) ; on estime qu'entre 8 000 et 10 000 victimes de la famine sont enterrées au cimetière de l'abbaye (Famine Burial Pits dans le Abbeystrewery Cemetery).
Skibbereen est également le titre d'une chanson sur la Famine, son impact sur la population ainsi que celui de la politique britannique en Irlande. Cette chanson, aussi appelée Dear Old Skibbereen, a la forme d'un dialogue entre un père et son fils, celui-ci demandant les raisons de leur exil loin de leur terre natale, et le père expliquant toutes les raisons qui l'ont conduit, la mort dans l'âme, à cette fuite. La chanson a été interprétée en particulier par The Dubliners et Sinéad O'Connor. On peut l'entendre également dans le film Michael Collins ainsi que dans la série The Crown.

### Refuge irlandais pour le Conseil fédéral suisse
Dans les années 1970, le colonel suisse Albert Bachmann se porte acquéreur, au moyen de fonds fournis par l'UBS, du Liss Ard Estate, d'un manoir près de Skibbereen. Il y organise l'installation d'une salle d'opérations destinée à accueillir le Conseil fédéral suisse au cas où son pays aurait été envahi par les troupes soviétiques. Cette décision semble être le fruit d'une initiative personnelle.

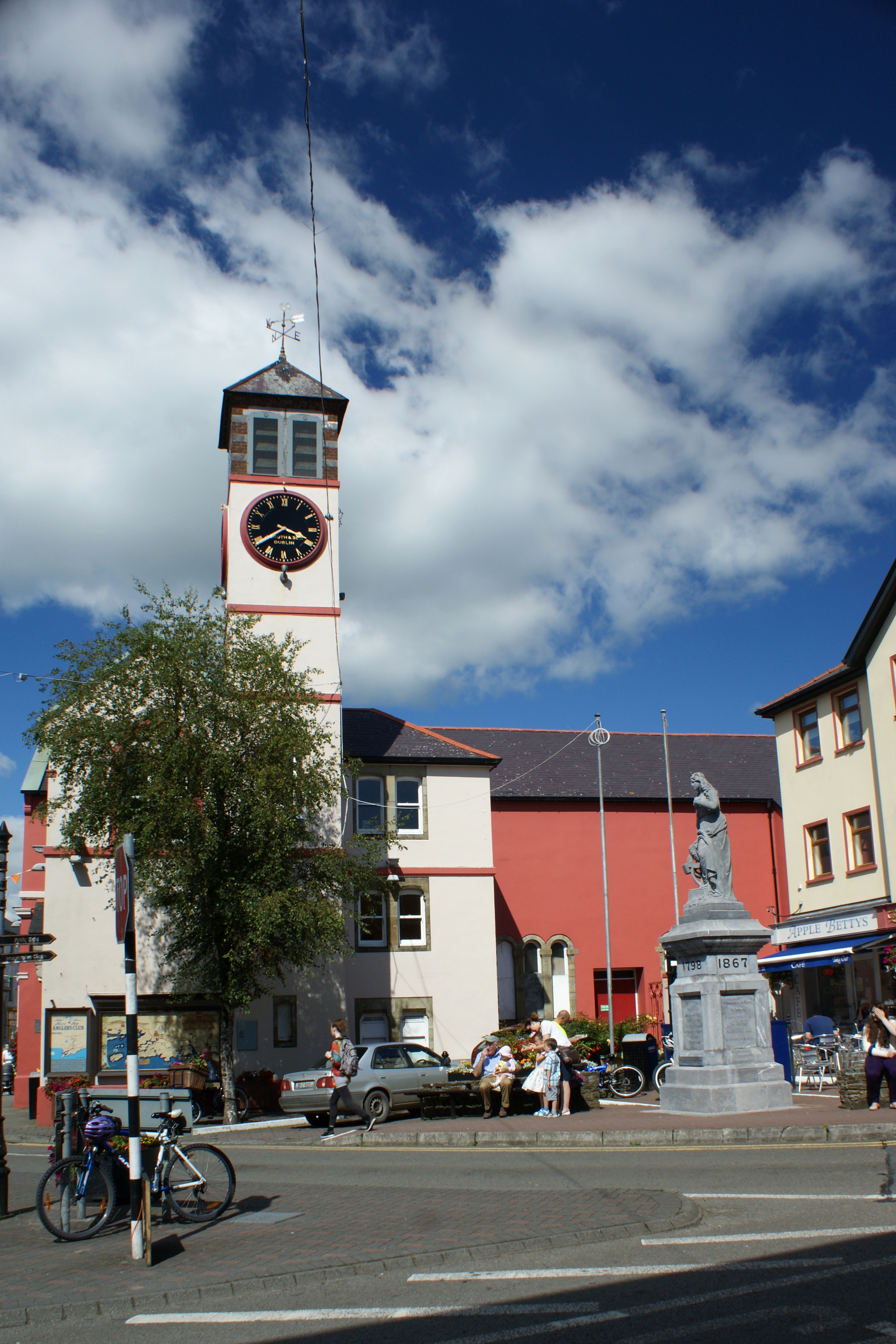
L'hôtel de ville avec devant le monument commémorant la rébellion irlandaise de 1798.

## La démographie
En 2016, 5,4 % de la population urbaine de Skibbereen était de nationalité britannique, contre une moyenne de 2,6 % pour l'ensemble du comté.
Lors du recensement de 2022, Skibbereen comptait 2 903 habitants. La population se composait de 64,1 % d'Irlandais blancs, 21,8 % d'autres ethnies blanches, 0,6 % de Noirs ou d'Irlandais noirs, 3,6 % d'Asiatiques ou d'Irlandais asiatiques, 1,7 % d'autres ethnies, 1,2 % de gens du voyage irlandais et 7,1 % sans ethnie déclarée.

## Culture, tourisme et loisirs

### Festival d'arts
Le Skibbereen Arts Festival a lieu chaque année à la fin du mois de juillet et comprend des projets communautaires ainsi qu’un mélange de films nationaux et internationaux, de théâtre, d’art visuel et de musique.

### Fête de l'agriculture
Le Carbery Show a lieu le troisième jeudi de juillet de chaque année. Il comprend des concours dans les domaines de l'agriculture, de l'horticulture, de l'élevage, de l'artisanat et autres, ainsi qu'un spectacle pour animaux de compagnie et une exposition. Le premier Carbery Show a eu lieu en 1836.

### Musique
Chaque année, de nombreux événements musicaux sont organisés et plusieurs bars et lieux de la ville (dont "Baby Hannah's") accueillent des spectacles musicaux. Skibbereen a également accueilli le festival de musique et d'art Cork X Southwest pendant plusieurs années. Le festival de 2011 a eu lieu à Liss Ard Estate et a réuni Patti Smith, Echo & the Bunnymen, la Balkan Beat Box, Fred et d'autres au cours d'une programmation de deux jours.
Patrick Cassidy (compositeur) a composé un morceau commémorant les souffrances de la ville pendant la Grande famine irlandaise dans son album Famine Remembrance (1997). Cette pièce a été jouée pour la première fois à la cathédrale Saint-Patrick de New York en 1997. En juin 2007, la pièce est jouée pour l'inauguration de l'Ireland Park à Toronto en présence du Président de l'Irlande.

### Sites dans les environs
Knockdrum Stone Fort est un ringfort (fort circulaire) en pierre, déclaré monument national, situé au sommet d'une colline près de Castletownshend. Il a été restauré avant 1860 et a fait l'objet de fouilles archéologiques entre 1930 et 31. Les murs de 3 m d'épaisseur ont une hauteur d'un peu moins 2 m, pour un diamètre de 29 m.
L'alignement mégalithique de Gurranes, aussi connue sous le nom des "Three Fingers", est située sur une colline face au fort circulaire de Knockdrum. Les trois pierres s'élèvent à environ 4,5 m. À l'origine, il y avait cinq pierres dont l'une a été retirée, tandis que l'autre s'est brisée. Leur taille inhabituelle est particulièrement remarquable et impressionnante.
À environ 5 km au sud-ouest de Skibbereen, se trouve le Lough Hyne, qui était probablement un lac d'eau douce jusqu'à il y a environ quatre millénaires (2000 av. J.-C., pendant l'âge du bronze atlantique), lorsque l'élévation du niveau de la mer l'a inondé d'eau salée. Son habitat abrite une grande variété de plantes et d'animaux, dont beaucoup ne se trouvent nulle part ailleurs en Irlande.
La plage de Tragumna se trouve à la périphérie de Skibbereen. Son emplacement près de la côte permet de pratiquer la pêche en mer, la plongée sous-marine, la voile et le kayak dans les environs.

## Galerie

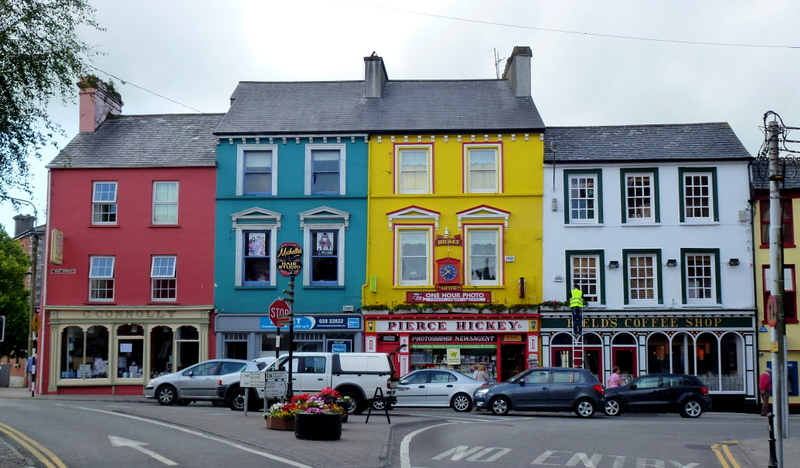
Maisons colorées du centre.
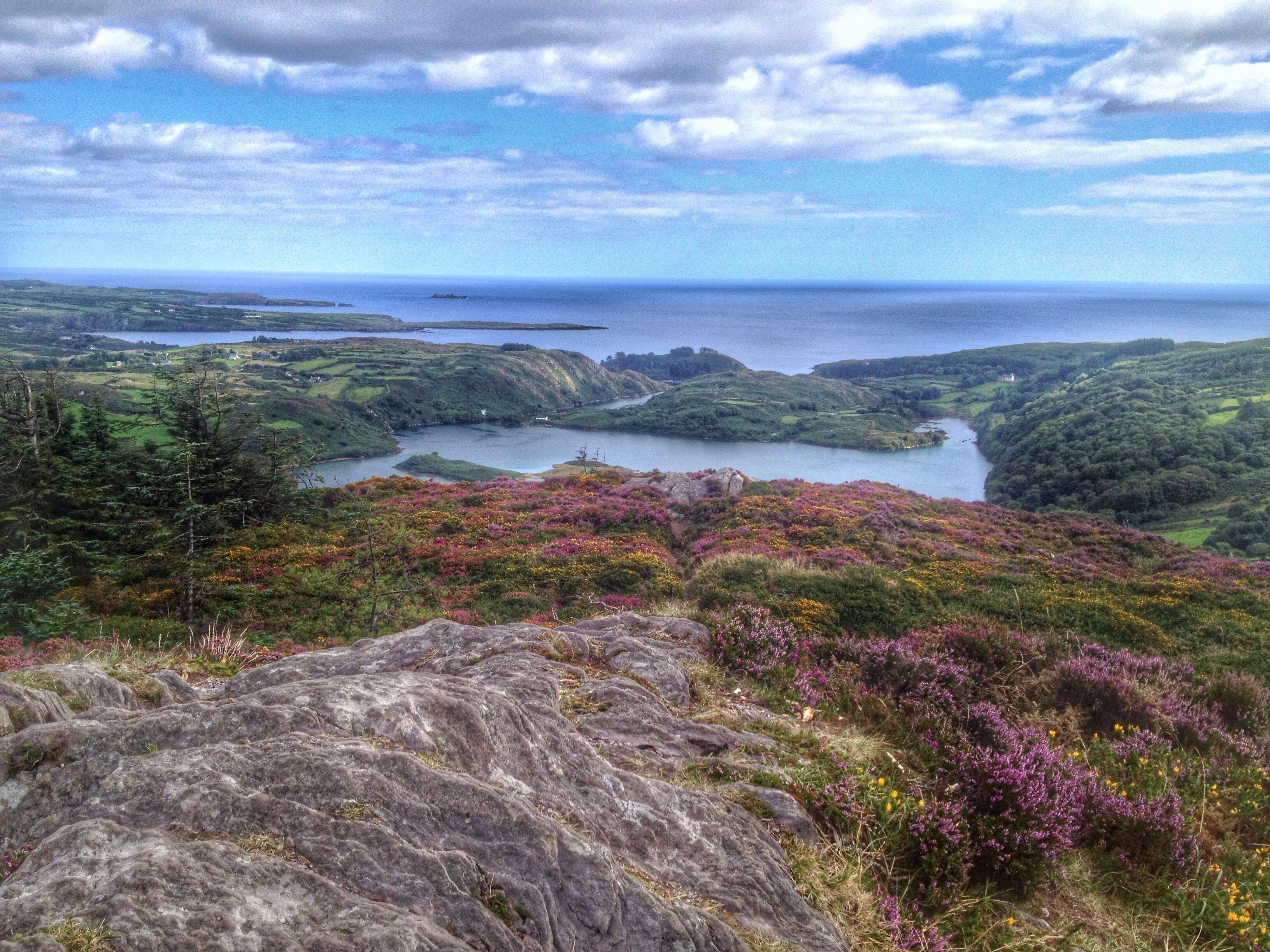
Le Lough Hyne.
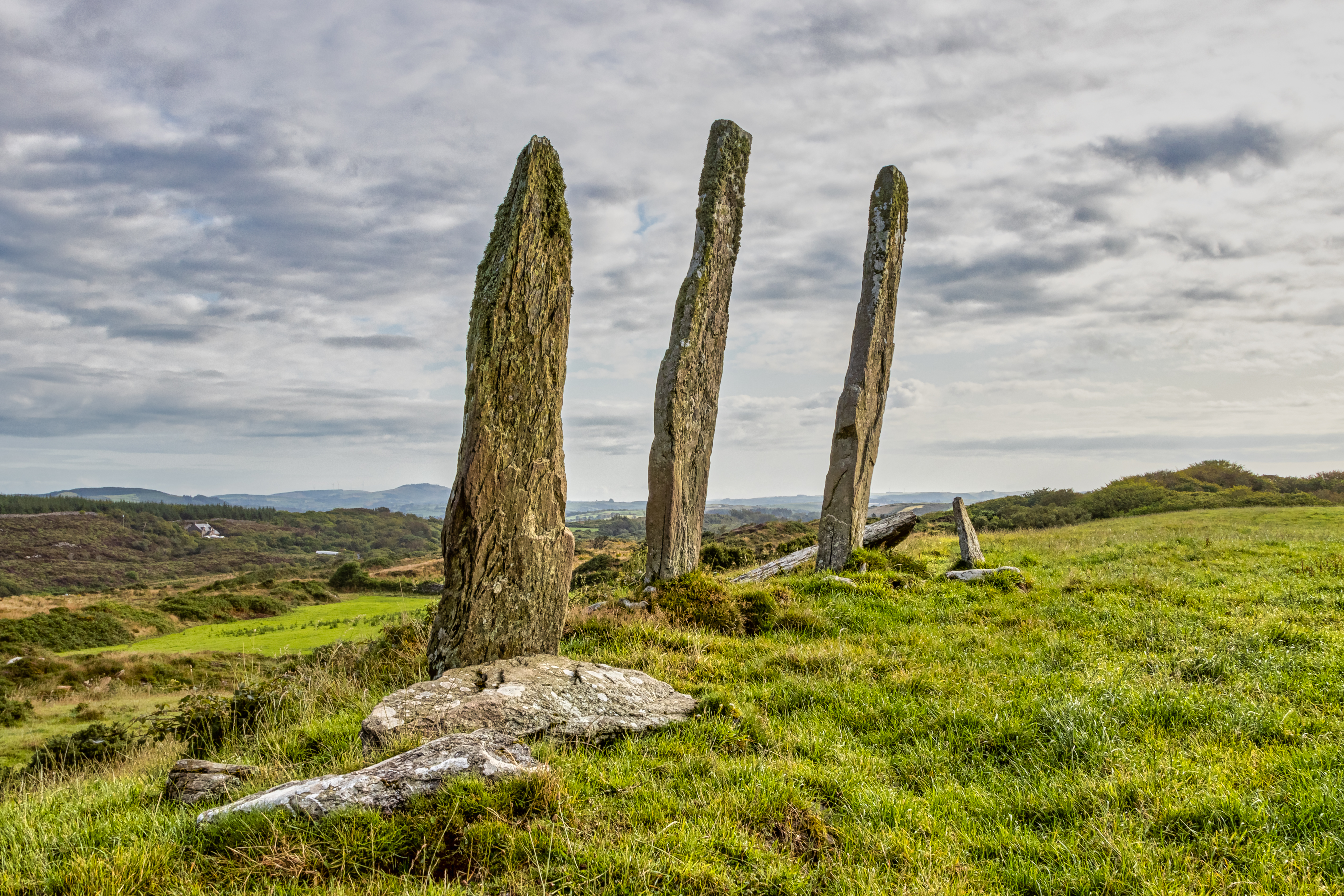
Gurranes Stone Row.
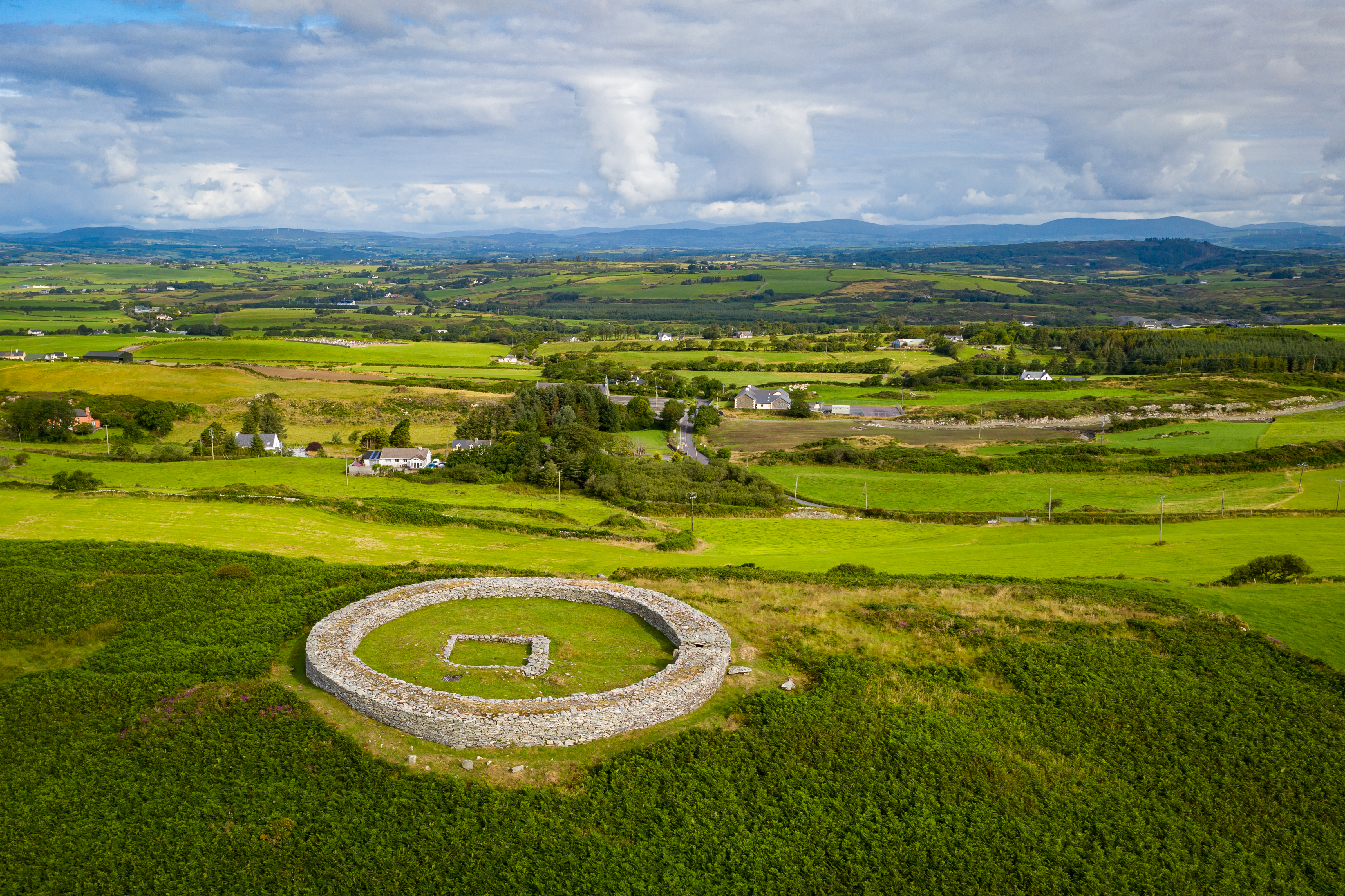
Knockdrum Fort.
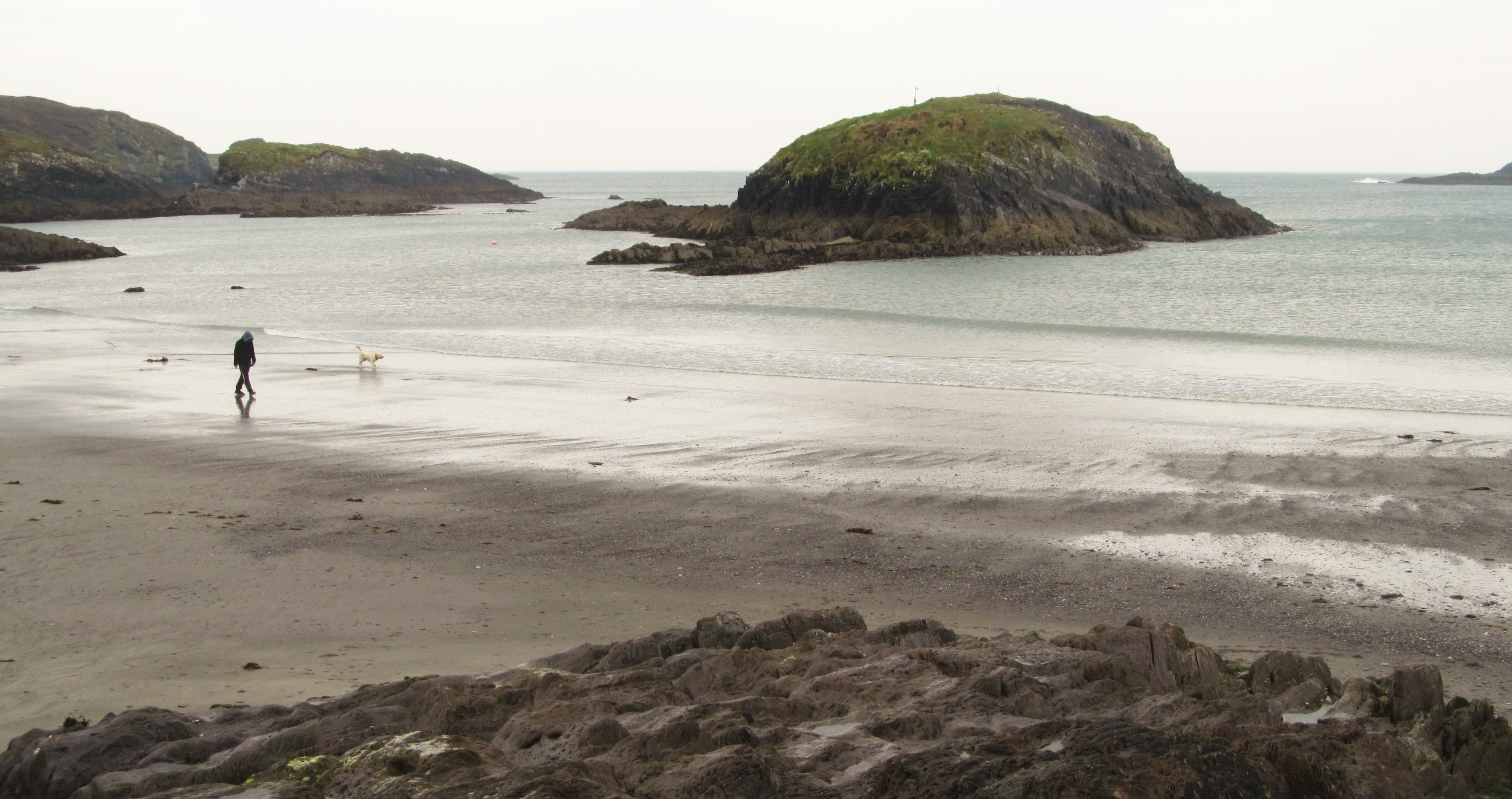
La plage de Tragumna.

### Articles liés
- Abbaye de Strowry
- Menhir de Coolnagarrane
- Liste des villes de la république d'Irlande